# 奕橚
奉恩鎮國公奕橚（1808年12月23日—1866年2月25日），貝子綿岫第一子，母側室崔佳氏，其父為吉齡阿，愉郡王系第五代。
他在嘉慶十三年十一月（1808年）出生，道光九年十二月（1829年）受封二等輔國將軍，道光三十年九月（1850年）接替父親成為愉郡王第五代，但因為愉郡王並非世襲罔替的爵位，因此他的封爵只是奉恩鎮國公。
同治五年正月（1866年）他去世，虛齡五十九岁，由次子載璨襲封愉郡王系第六代，不過需遞降為奉恩輔國公襲封。